# L'aurora delle Orme
"L'aurora" delle Orme o L'aurora de "Le Orme" è una compilation del gruppo musicale Le Orme pubblicata nel 1970.

## Brani
Questa raccolta ideata e concepita dalla casa discografica CAR Juke Box nel 1970, contiene i primi cinque singoli e rispettivi lati b pubblicati dal gruppo veneto, più due brani tratti dall'album Ad gloriam, ovvero Fumo e Non so restare solo.
Di questa compilation esistono due versioni differenti, che sono state mantenute nelle varie ristampe successive. La prima edizione in formato digitale fu pubblicata nel 1993 dalla Mellow Records, con sensibili cambiamenti nella scaletta: l'assenza di alcuni brani già presenti nel loro LP d'esordio (Milano 1968, Fumo, Non so restare solo, Senti l'estate che torna, I miei sogni e Mita Mita) a vantaggio di rarità quali Tutto passerà, Summer Comin' (versione con testo inglese di Senti l'estate che torna), Era un anno fa, Flowers and Colours e Dovunque andrai. Nella nuova versione figurano inoltre le rielaborazioni in chiave rock di alcune composizioni come Blue Rondó A La Turk di Dave Brubeck e Concerto N. 3 di Bach, mai apparse prima su raccolte ufficiali, ma incluse nel repertorio dal vivo delle Orme, fin dall'epoca della loro trasformazione in trio: Aldo Tagliapietra ha rivelato che, nel realizzarle il gruppo si ispirò alle omologhe sperimentazioni di poco precedenti dei Nice. Da segnalare che Flowers and Colours non è altro se non la trasposizione in lingua anglosassone di Fiori e colori, singolo d'esordio del gruppo veneto, che nella versione originale è stato definito dal critico Giordano Casiraghi «il miglior contributo della scena italiana alla "rivoluzione floreale" degli anni sessanta».
Per quanto riguarda le ristampe successive, quella curata nel 1997 dalla stessa CAR Juke Box riprende la scaletta originale, mentre quella realizzata nel 2000 dalla Akarma Records conferma l'edizione Mellow Records eliminando Era un anno fa e Tutto passerà che vengono accluse come tracce bonus nella ristampa di Ad gloriam; nel 2010 la AMS ripubblica in vinile la raccolta con fedeltà filologica.
Una versione in inglese di Irene, chiamata She lives for today, è presente in alcune edizioni, a dispetto del fatto che non venne mai eseguita dalle Orme, ma da un altro gruppo.

## Tracce

### Edizione originaleCAR Juke Box[1970)

#### Lato A
1. L'aurora (testo di Mogol; musica di Oscar Prudente)
2. Milano 1968 (testo di Nino Smeraldi; musica di Italo Salizzato e Aldo Tagliapietra)
3. Fumo (testo di Nino Smeraldi; musica di Italo Salizzato e Aldo Tagliapietra)
4. Irene (testo di Francesco Specchia; musica di Italo Salizzato)
5. Non so restare solo (testo di Nino Smeraldi; musica di Italo Salizzato e Aldo Tagliapietra)
6. Lacrime di sale (testo di Elena Barone e Ignazio Casaburi; musica di Arbik e Ruthuard)

#### Lato B
1. Senti l'estate che torna (testo di Nino Smeraldi; musica di Italo Salizzato e Giuseppe Damele)
2. I miei sogni (testo di Nino Smeraldi; musica di Italo Salizzato e Aldo Tagliapietra)
3. Finita la scuola (testo di Aldo Tagliapietra; musica di Italo Salizzato)
4. Mita Mita (testo e musica di Nino Smeraldi e Zotti)
5. Casa mia (testo di Nino Smeraldi; musica di Italo Salizzato e Aldo Tagliapietra)
6. Fiori e colori (testo di Elena Barone e Ignazio Casaburi; musica di Arbik e Ruthuard)

### Edizione CDMellow Records(1993)
1. L'Aurora (testo di Mogol; musica di Oscar Prudente)
2. Irene (testo di Francesco Specchia; musica di Italo Salizzato)
3. Lacrime di sale (testo di Elena Barone e Ignazio Casaburi; musica di Arbik e Ruthuard)
4. Finita la scuola (testo di Aldo Tagliapietra; musica di Italo Salizzato)
5. Casa mia (testo di Nino Smeraldi; musica di Italo Salizzato e Aldo Tagliapietra)
6. Fiori e colori (testo di Elena Barone e Ignazio Casaburi; musica di Arbik e Ruthuard)
7. Tutto passerà (testo e musica di Nino Smeraldi)
8. Summer Comin (Senti l'estate che torna) (testo di Nino Smeraldi; musica di Italo Salizzato e Giuseppe Damele)
9. She lives for today (Irene) (testo di Francesco Specchia; musica di Italo Salizzato)
10. Era un anno fa (testo e musica di Nino Smeraldi)
11. Flower and colours (Fiori e colori) (testo di Elena Barone e Ignazio Casaburi; musica di Arbik e Ruthuard)
12. Dovunque Andrai (testo e musica di Aldo Tagliapietra e Nino Smeraldi)
13. Blue Rondó A La Turk (Dave Brubeck)
14. Concerto N. 3 (J.S. Bach)